# Hermann von Siemens
Hermann von Siemens, född 9 augusti 1885 i Berlin, död 13 oktober 1986 i München, tysk industriledare, chef för Siemens-koncernen 1941-1956.
Hermann von Siemens var barnbarn till Werner von Siemens och började i Siemens-koncernen 1918. Hermann von Siemens arbetade då på Siemens & Halskes laboratorium. 1928 tog Hermann von Siemens plats i koncernens styrelse och hade flera poster i Siemens-bolagens styrelse. 1941 tog han över som koncernchef efter sin farbror Carl Friedrich von Siemens.